# Nhà ga trung tâm Milano
Milano Centrale là ga xe lửa chính của thành phố Milano, Ý, và một trong những nhà ga chính ở châu Âu. Nhà ga này là trạm cuối cùng và nằm ở cuối phía bắc của trung tâm Milan. Nó được chính thức khánh thành vào năm 1931 để thay thế nhà ga trung tâm cũ (được xây dựng năm 1864), là một trạm trung chuyển, nhưng có giới hạn về con số đường rày và không gian, do đó, không thể xử lý lưu lượng tăng lên do việc mở đường hầm Simplon vào năm 1906.
Milano Centrale có kết nối tốc độ cao đến Turin ở phía tây, Venice qua Verona ở phía đông và trên các đường chính Bắc-Nam đến Bologna, Roma, Napoli và Salerno. Các tuyến đường sắt Simplon và Gotthard kết nối Milano Centrale với Bern qua Domodossola và Zürich qua Chiasso ở Thụy Sĩ.
Các điểm đến của liên thành phố và đường sắt khu vực tỏa ra từ Milano Centrale đến Ventimiglia (biên giới của Pháp), Genova, Turin, Domodossola (biên giới của Thụy Sĩ Valais / Wallis), Tirano (biên giới của Thụy Sĩ Graubünden / Grisons), Bergamo, Verona, Mantova, Bologna và La Spezia.
Tuyến dịch vụ đường sắt ngoại ô Milano, tuy nhiên, không sử dụng Milano Centrale nhưng các nhà máy đường chính khác: Porta Garibaldi (phía tây bắc), Cadorna (phía tây) và Rogoredo (phía đông).